# Dragon (album)
Pour les articles homonymes, voir Dragon.
Albums de Loudness
Ghetto Machine
(1997) Engine
(1999)
Dragon est le 13e album studio du groupe Loudness sorti en 1998.

## Crédits
Paroles & Musique par Akira Takasaki, sauf indication.

## Liste des morceaux
1. Miles High
2. Dogshit
3. Wicked Witches
4. Crazy Go Go
5. Voodoo Voices
6. (Instrumental) 回想
7. Babylon  (Musique: Hirotsugu Homma)
8. Crawl
9. Forbidden Love
10. Mirror Ball
11. Taj Mahal
12. Nightcreepers

## Composition du groupe
- Masaki Yamada - Chants
- Akira Takasaki - Guitare
- Naoto Shibata - Basse
- Hirotsugu Homma - Batterie